# Emre Akbaba
Emre Akbaba (* 4. Oktober 1992 in Montfermeil) ist ein französisch-türkischer Fußballspieler. Seit September 2022 spielt er bei Adana Demirspor.

## Karriere

### Verein
Akbaba, dessen türkische Wurzeln nach Adilcevaz zurückreichen, wurde in Frankreich geboren und wuchs auch dort auf. Später spielte er in der Jugendabteilung des türkischen Erstligisten Antalyaspor. Seine Profikarriere begann in der Saison 2012/13 beim damaligen Viertligisten Kahramanmaraş Büyükşehir Belediyespor. Nach 15 Meisterschaftseinsätzen und einem Tor einigte sich Akbaba mit dem Verein auf eine Vertragsauflösung, woraufhin er als Profispieler zu seinem vorherigen Verein zurückkehrte. Nach der Rückkehr lieh ihn Antalyaspor für zwei Jahre an den zu der Zeit Drittligisten Alanyaspor aus.
Sein Debüt in der TFF 2. Lig gab Akbaba am 8. September 2010 im Heimspiel gegen Nazilli Belediyespor. In diesem Spiel erzielte er in der 38. Spielminute auch sein erstes Tor. Für die Rückrunde der Saison 2015/16 lieh ihn sein Verein erneut an Alanyaspor aus. Nach dem geglückten Erstligaaufstieg wurde Akbaba im Sommer 2016 schließlich samt Ablöse von Alanyaspor verpflichtet. In der Saison 2016/17 erzielte Akbaba sechs Tore und gab sechs Torvorlagen. Diese Leistung konnte er in der darauffolgenden Spielzeit mit 14 Toren und neun Vorlagen steigern.
In der Sommertransferperiode 2018 gab Istanbul Başakşehir FK bekannt, dass man mit Akbaba im Januar 2018 eine mündliche Einigung erzielt hatte, jedoch Monate später höhere Forderungen von Seiten des Spielers gekommen sei. Deshalb habe Istanbul Başakşehir FK sein Interesse an Akbaba zurückgezogen. Am 17. August 2018 gab Galatasaray Istanbul die Verhandlungen mit Alanyaspor bezüglich des Transfers von Emre Akbaba bekannt. Einen Tag später wurde sein Transfer offiziell bestätigt. Galatasaray zahlte für den Mittelfeldspieler eine Ablöse in Höhe von 4 Millionen Euro und Akbaba unterschrieb einen Dreijahresvertrag. Akbaba verlängerte zu Saisonbeginn 2021/22 seinen Vertrag bei Galatasaray um zwei weitere Jahre und somit bis zum Sommer 2023. Für die Rest der Saison 2021/22 kehrte Akbaba leihweise zurück zu Alanyaspor. Am letzten Tag der Sommertransferperiode der Süper Lig wechselte Akbaba für eine Ablöse von 500.000 Euro zu Adana Demirspor.

### Nationalmannschaft
Akbaba wurde im März 2015 in den Kader der zweiten Auswahl der türkischen Nationalmannschaft, der sogenannten türkischen A2-Nationalmannschaft, nominiert und gab in der Partie gegen die italienische A2-Nationalmannschaft sein Debüt. Mit dieser gewann er die International Challenge Trophy der Jahre 2011–13. Am 13. November 2017 gab Akbaba gegen Albanien sein Debüt für die Türkei. Im selben Spiel erzielte er sein erstes Länderspieltor.

## Erfolge
Mit Alanyaspor
- Play-off-Sieger der TFF 2. Lig und Aufstieg in die TFF 1. Lig: 2013/14
- Play-off-Sieger der TFF 1. Lig und Aufstieg in die Süper Lig: 2015/16

Mit Galatasaray Istanbul
- Türkischer Meister: 2018/19
- Türkischer Fußballpokal: 2018/19